# 58579 Ehrenberg
58579 Ehrenberg è un asteroide della fascia principale. Scoperto nel 1997, presenta un'orbita caratterizzata da un semiasse maggiore pari a 2,2114214 au e da un'eccentricità di 0,1863106, inclinata di 2,18114° rispetto all'eclittica.
L'asteroide è dedicato al soprano ceco Eleonora Ehrenberg